# DPZ
DPZ  é uma agência de publicidade brasileira. Fundada em 1968, em São Paulo, por Roberto Duailibi, Ronald Persichetti, Francesc Petit e José Zaragoza, o embrião da DPZ foi o estúdio de design gráfico Metro3, fundado em 1962 por Persichetti, Zaragoza e Petit. Duailibi, que era freelancer do estúdio, se associou aos três e fundaram a agência.
Em Cartas a um jovem publicitário, Duailibi conta que a agência foi aberta num momento de grande recessão econômica, e que, nos primeiros anos não obtiveram grande êxito financeiro.
No mesmo livro, Duailibi conta algumas dificuldades enfrentadas com a censura, que chegou a tirar do ar um anúncio do Peru Sadia porque via no produto uma mensagem de duplo sentido.
Washington Olivetto, Gabriel Zellmeister, Marcello Serpa, Nizan Guanaes, Neil Ferreira, entre outros, iniciaram suas carreiras na DPZ ou passaram por ela antes de fundar suas agências. Em 2011 a DPZ foi comprada pelo Publicis Groupe, mas os sócios permaneceram no comando da empresa.

## Fusão com Taterka
Em 2015 foi anunciada a fusão da DPZ com a agência Taterka, fundada por Dorian Taterka. Essa fusão adicionou a letra T no nome da agência e na entrada de Eduardo Simon como CEO da renomeada DPZ&T.
Em agosto de 2021 Eduardo Simon, junto com lideranças da agência, saíram da DPZ&T e fundaram a agência GALERIA, levando consigo clientes importantes como o Itaú e Natura. Em julho de 2022, a agência volta a se chamar DPZ, removendo o T de seu nome.

## Algumas campanhas
Entre os personagens criados pela agência em suas campanhas, estão: o Leão do Imposto de Renda, o Lequetreque da Sadia e o garoto-propaganda da Bombril, com o ator Carlos Moreno, além do Baixinho da Kaiser e o Alfredo de Neve. Outras campanhas foram: "Menino Sorrindo da Seagrams", "Mamãe Fotoptica" e "Toc Toc da Duratex". Nos anos 80, vieram os anúncios "Morte do Orelhão", da Telesp e "o Garoto de Olhos Vendados", para o presunto Sadia. Entre os atuais clientes, estão a campanha do Mon Bijou, com Reinaldo Gianecchini; a campanha de relançamento do Itaucard, com Letícia Spiller e Dan Stulbach; entre outras.